# Археологический музей в Сандански

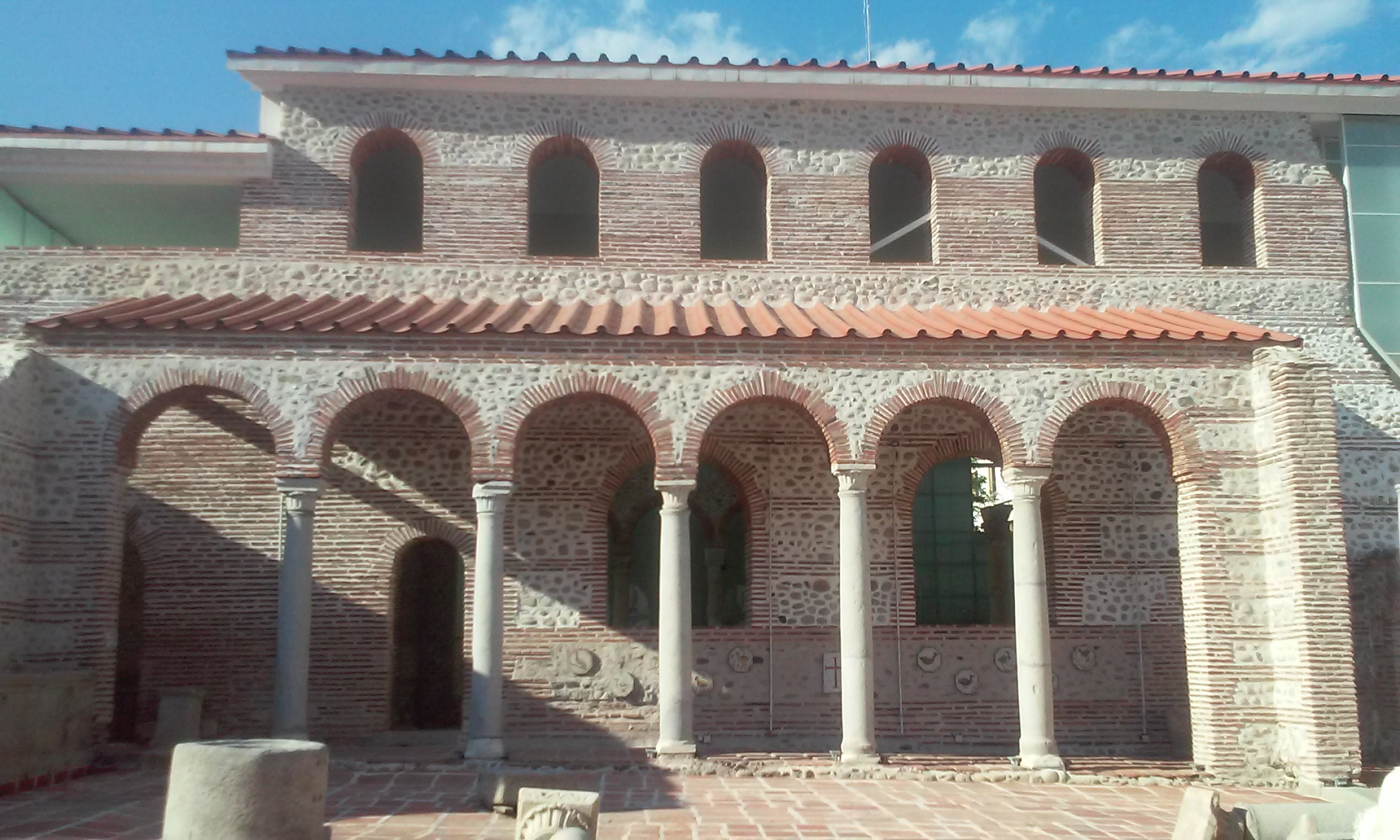
Археологический музей в городе Сандански

Археологический музей в Сандански — музей в городе Сандански (Болгария), специализирующийся на археологических материалах.

## История
Музей был основан в 1936 году и является одним из пяти археологических музеев Болгарии, сосредоточенных на изучении древней археологии.
В 1960 году в городе были начаты систематичные раскопки, которые положили начало развитию музейного дела в Сандански. Официально открыт в 1970 году во время IV археологической конференции в Благоевграде.
Проводит археологические исследования в г. Сандански и одноимённом муниципалитете. В течение 20 лет, начиная с 1960 года, на территории района были раскопаны: базилика Иоанна, раннехристианский комплекс, гимназия, бани и гражданские постройки — объекты урбанистической структуры древнего города.
На данный момент археологический музей стал настоящим исследовательским центром, где раскопки ведутся круглый год.

## Коллекции музея
Музейные фонды содержат тысячи экспонатов различных эпох. Документы, археологические находки и фотографии хранятся в хранилище и архиве музея. Коллекция музея состоит из мраморных скульптур, старинных монет, мозаики, надписей, керамики, различных архитектурных деталей и других артефактов.
На первом этаже музея посетители могут увидеть жизнь в Партикополисе в раннехристианскую эпоху. Имеется интерактивная презентация, в которой епископ Иоанн, строитель базилики, рассказывает о городских строителях, новой христианской религии и жизни горожан.

На втором этаже — два отдела, посвящённые древности и средневековью. Посетители могут увидеть повседневную жизнь жителей древнего города, а так же статуи языческих богов.

Внутренний вид музея
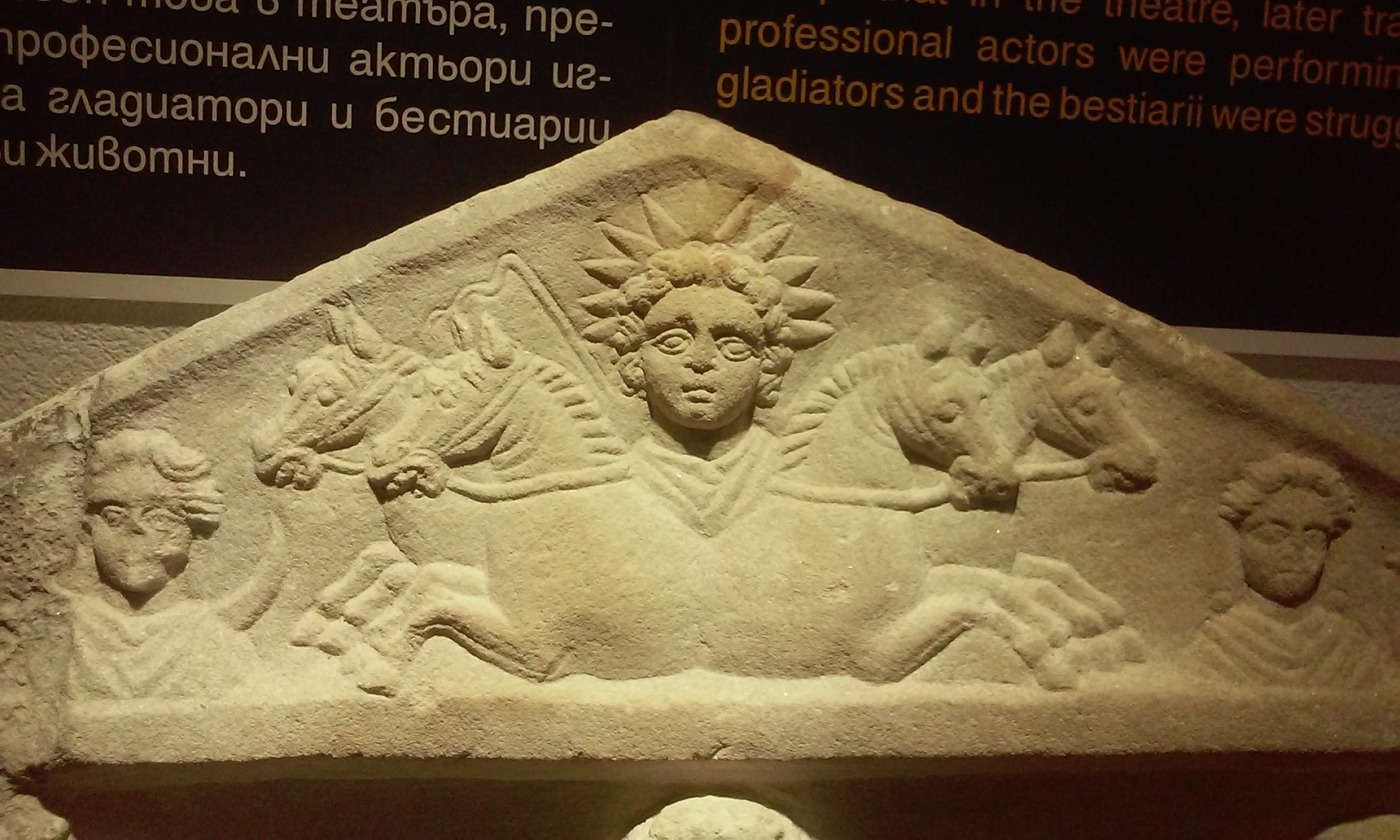
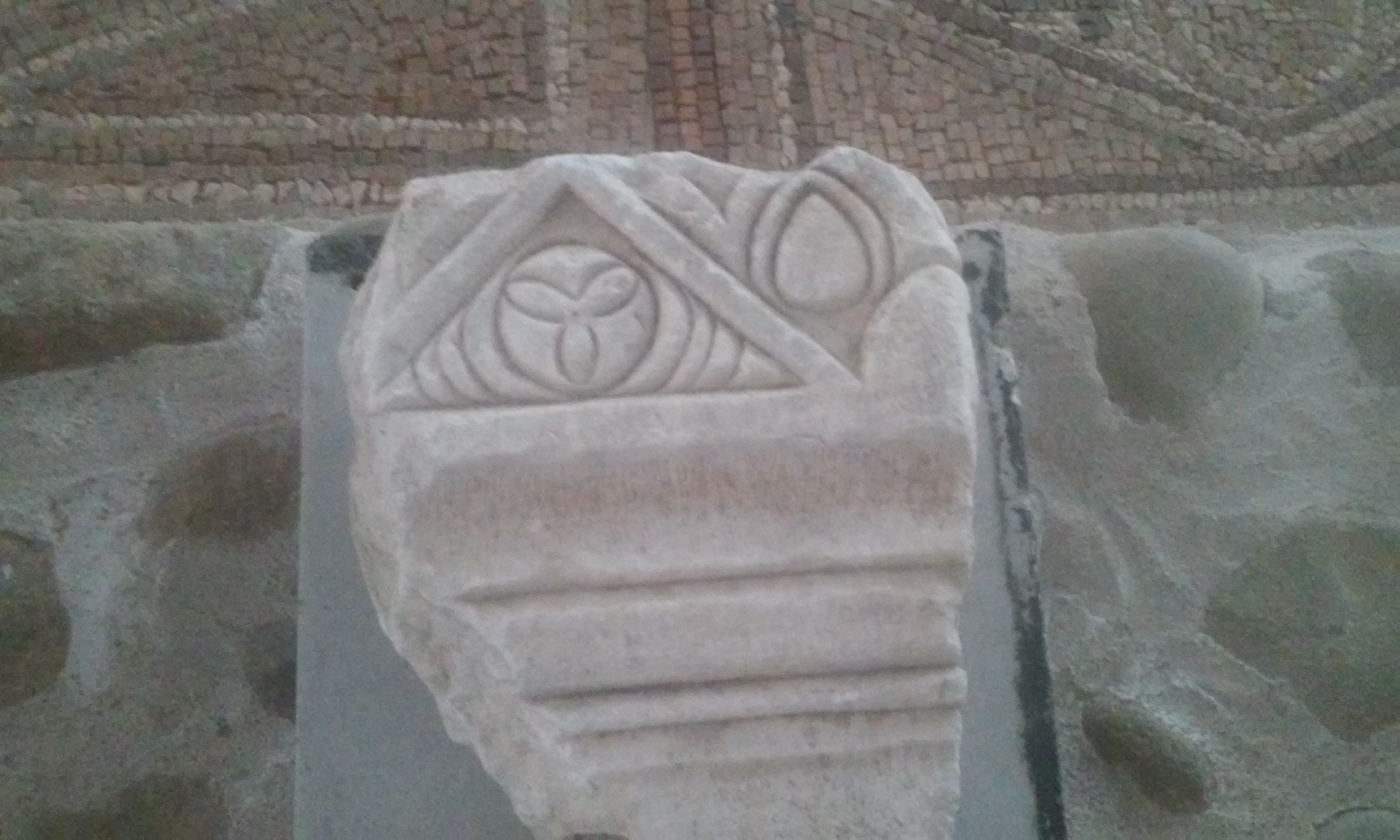
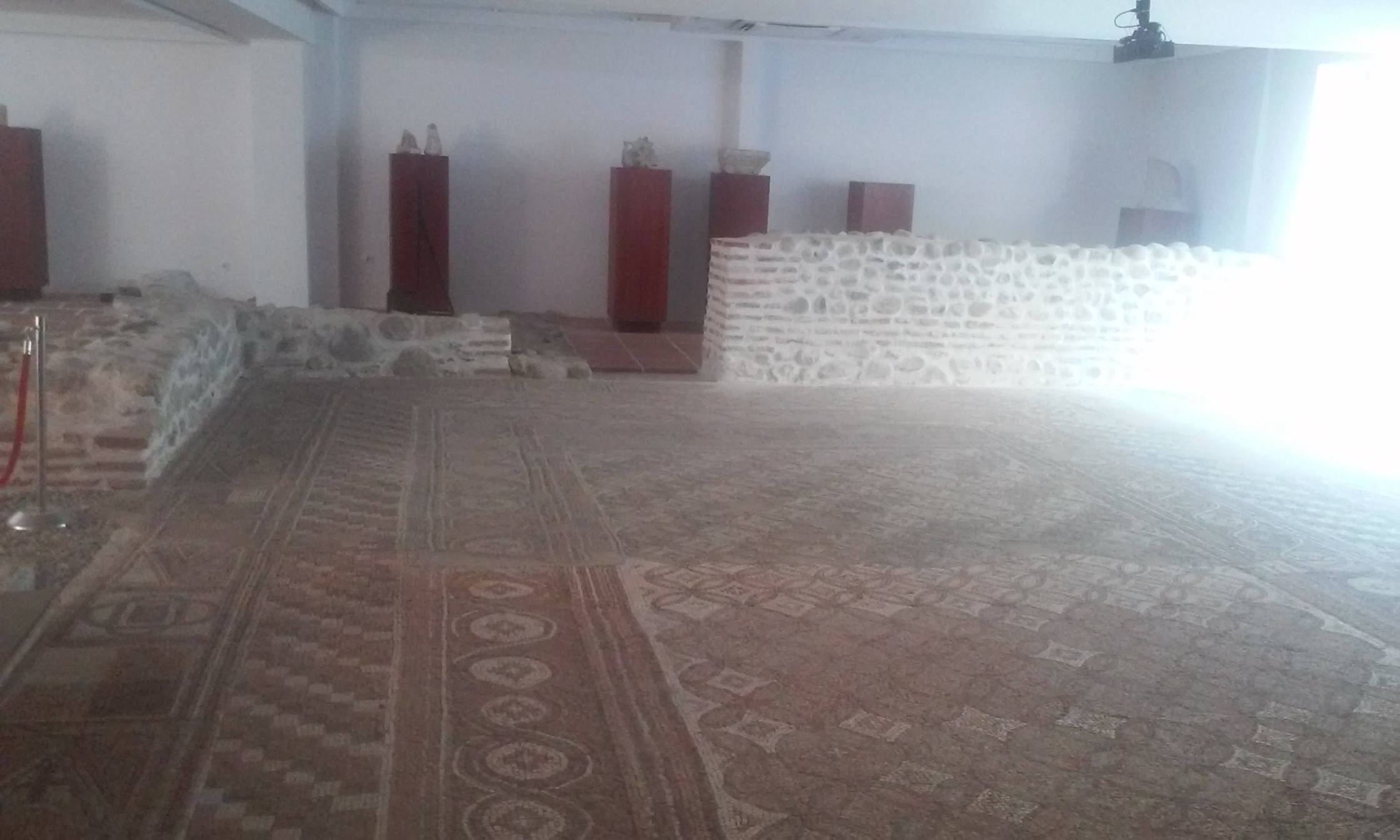
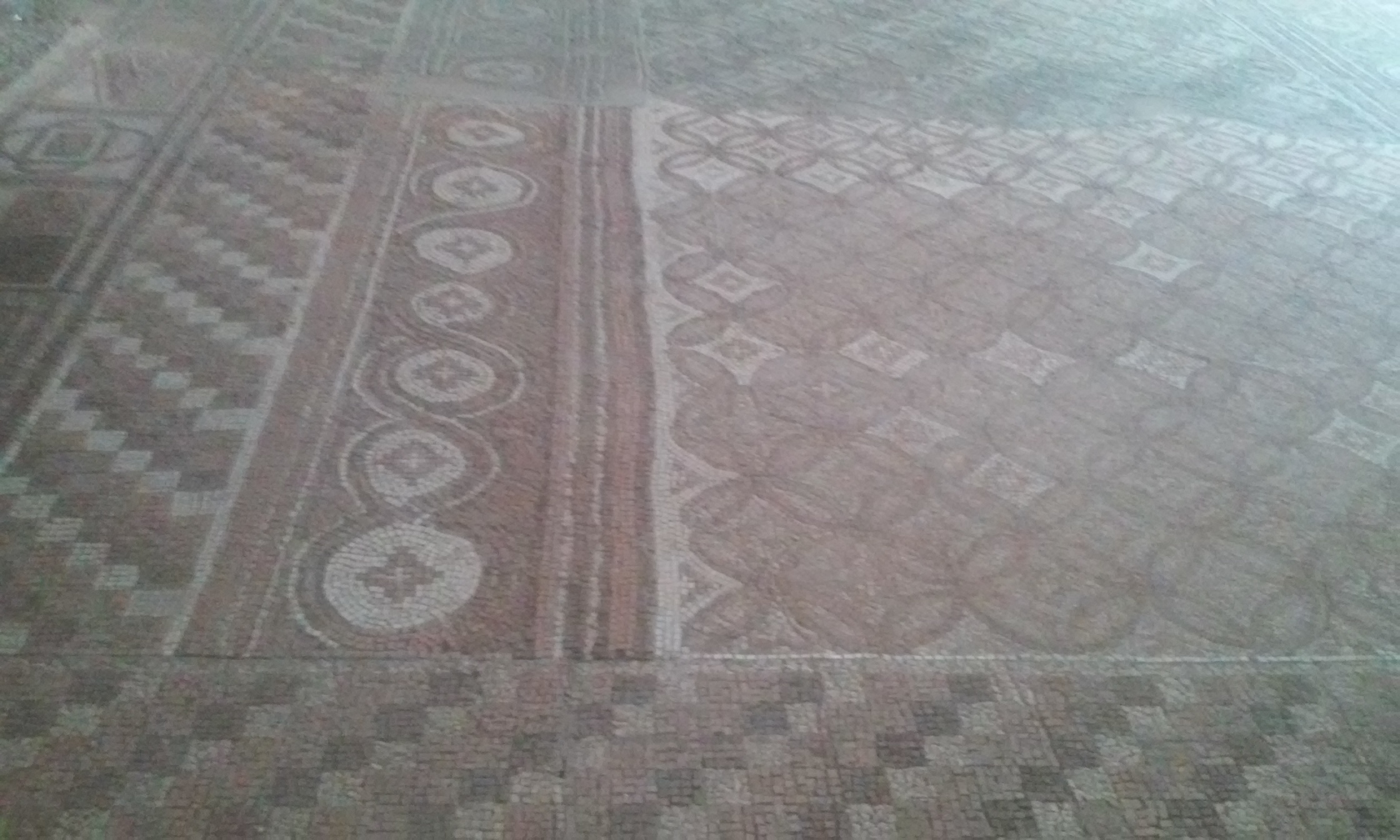

Украшением музея является Епископская базилика, часть которой находится внутри здания, где можно увидеть модельную реконструкцию и мозаики. Остальное выставлено во дворе за зданием старой ратуши. Комплекс включает в себя Епископскую базилику, Баптистерий, атрий с колоннадой, помещения и здания, которые изучаются в настоящее время.

Епископская базилика
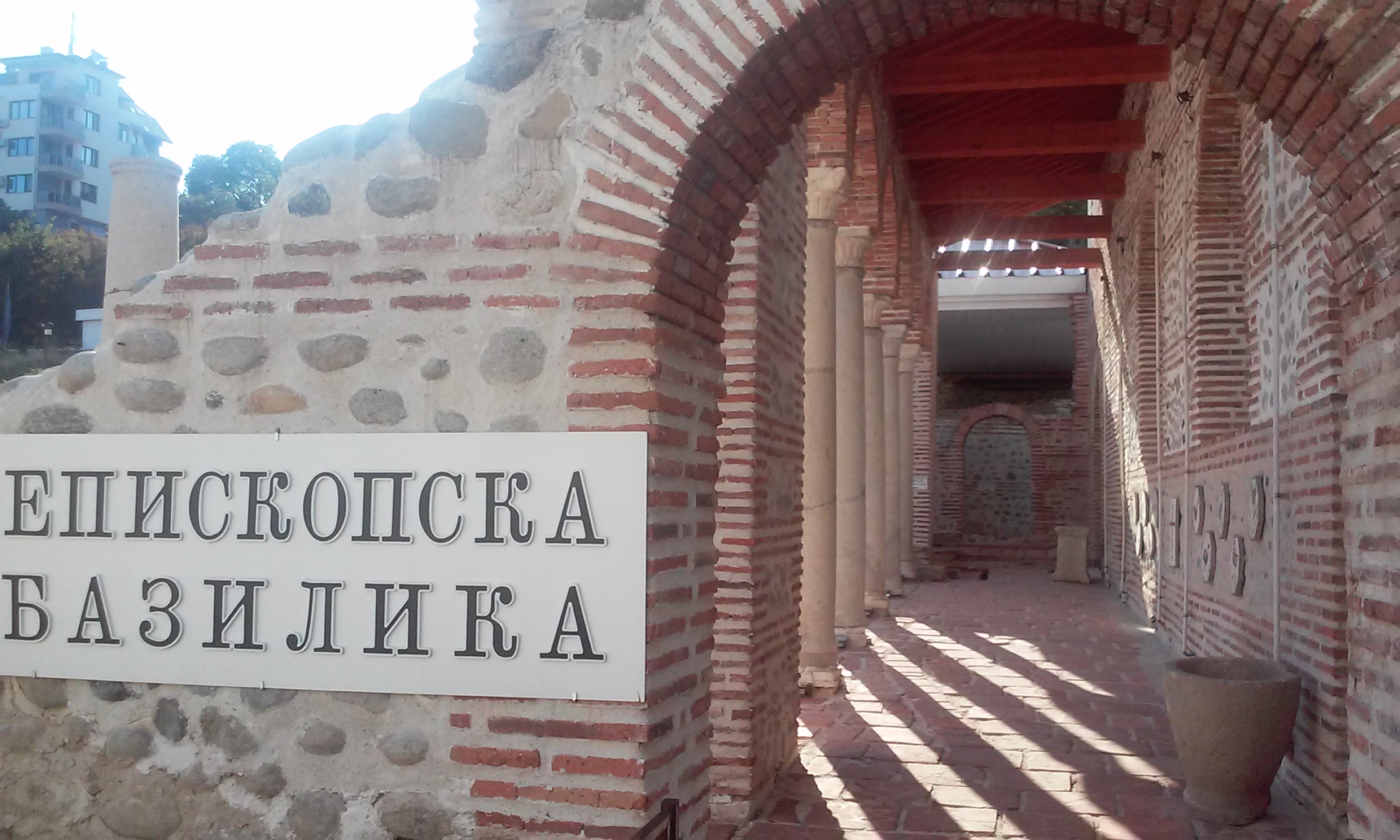
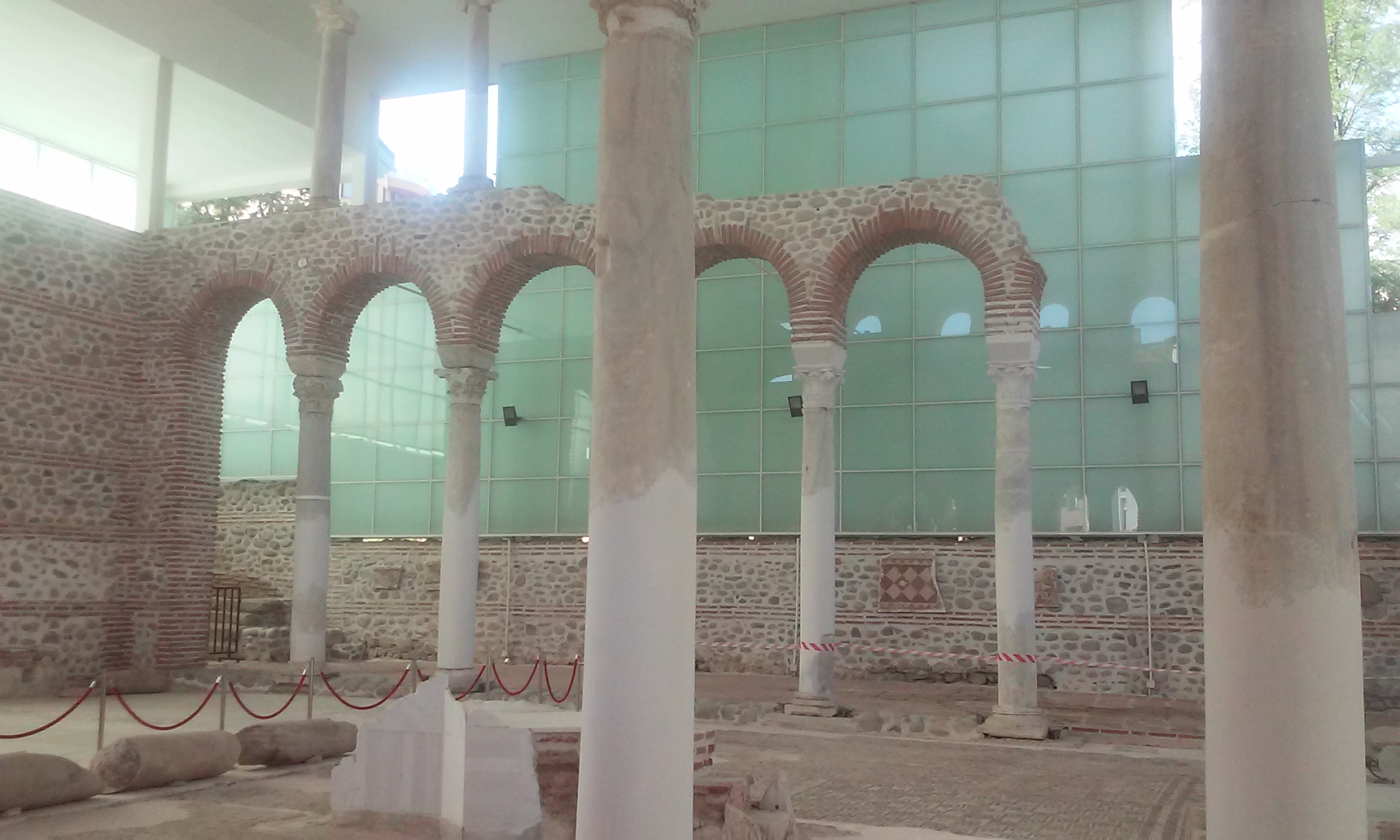
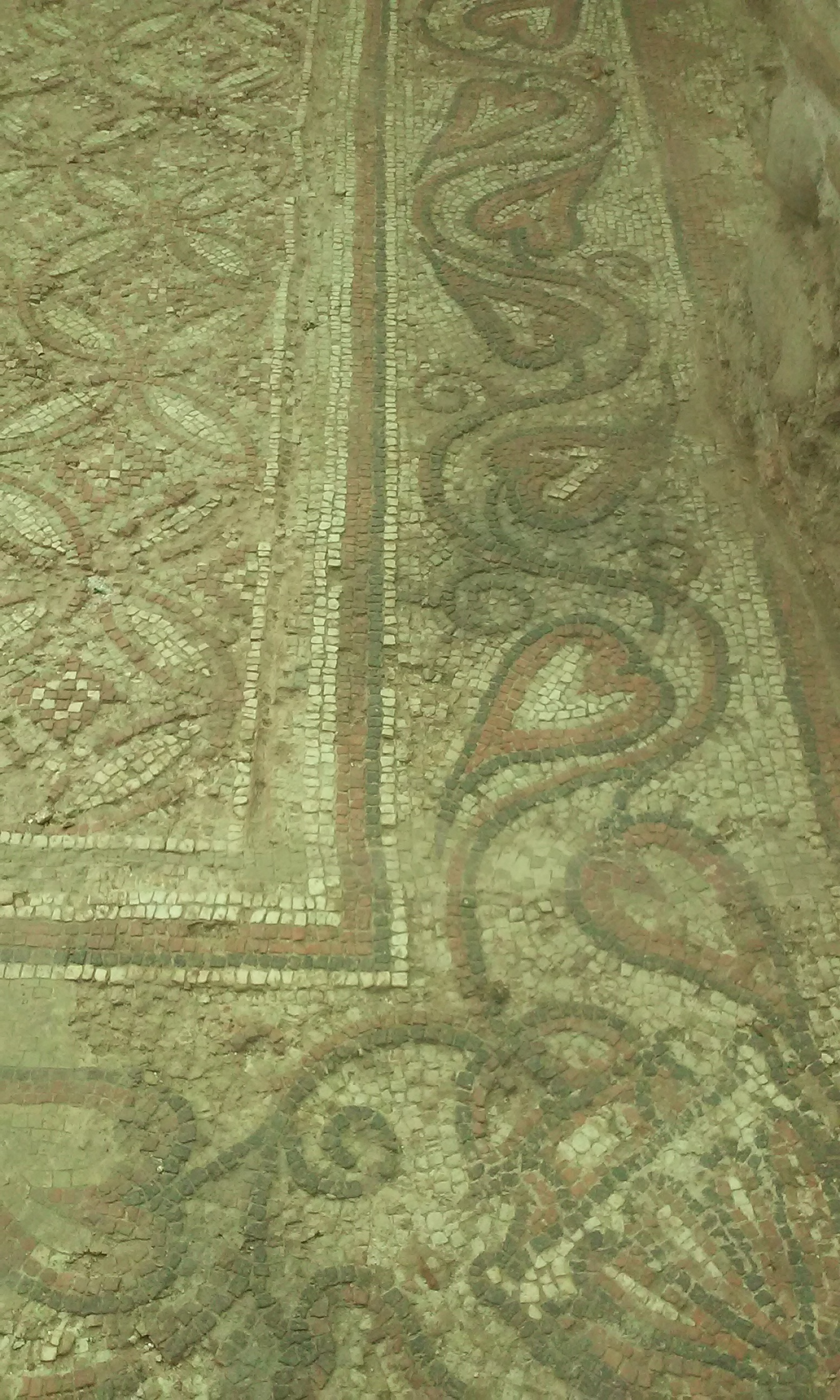
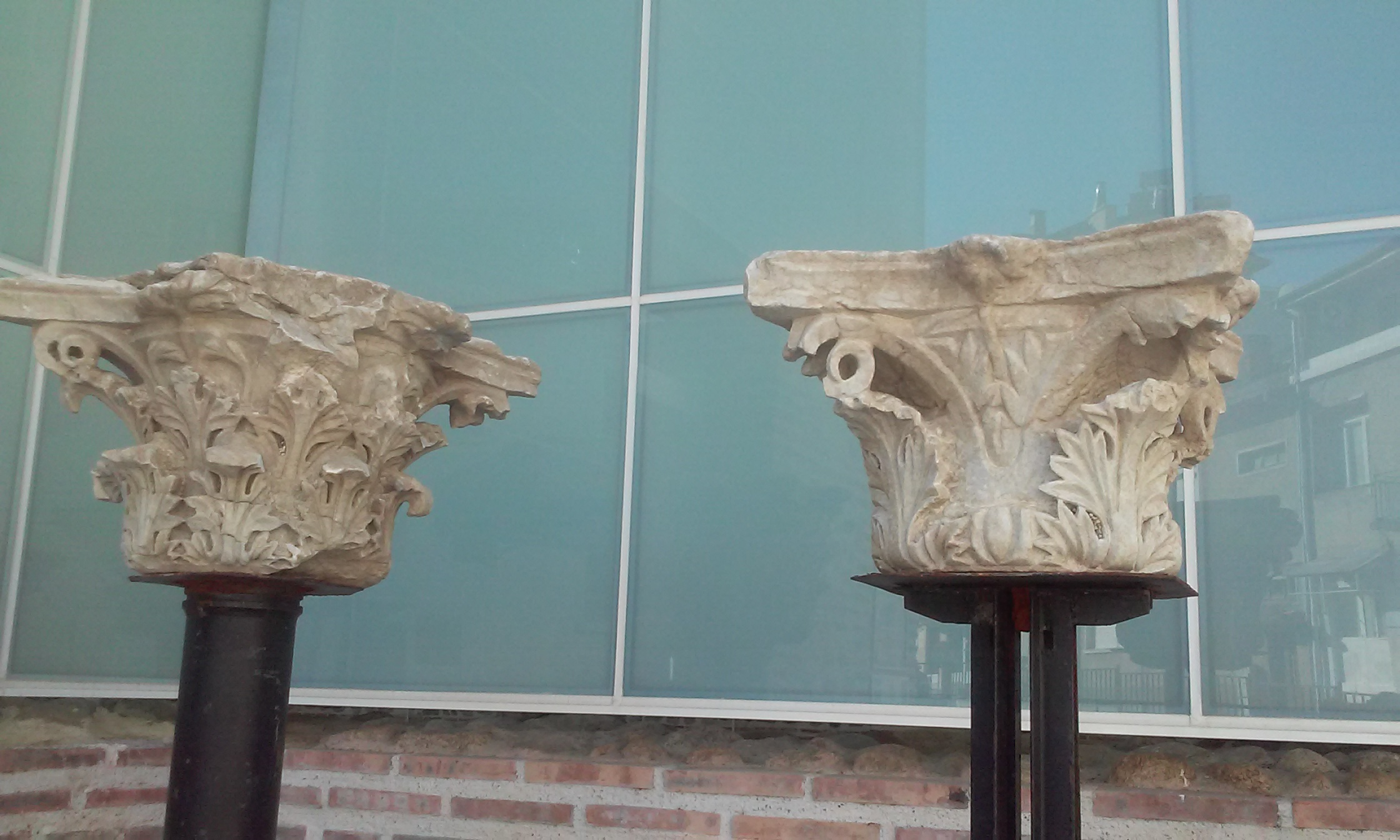

## Общественная деятельность
Помимо археологических раскопок музей ведёт активную общественную деятельность. Работники музея организуют различные лекции, викторины, выставки, приуроченные к памятным датам или посвящённые известным людям. Музей также принимает активное участие в мероприятиях организуемых городом и районом.
В музее функционирует летняя археологическая школа «Искатели старины». В ней предусмотрены научно-популяризаторские мероприятия, с целью сформировать у детей представления об археологической науке. Среди лекционных тем школы — выбор места для исследования, определение возраста находки, реконструкция прошлого на основании археологических источников. Из форм организации детского досуга — составление археологических журналов, протоколов идентификации, посещение археологических объектов и участие в экспедиции.